# Luise-Kiesselbach-Tunnel

Lage des Projektes „Mittlerer Ring Südwest“ im Mittleren Ring

Straßenverlauf am Mittleren Ring nach Fertigstellung der Tunnel Heckenstaller- und Garmischer Straße

Der Luise-Kiesselbach-Tunnel (Tunnel Garmischer Straße) ist ein 1530 Meter langer Straßentunnel im Münchener Stadtbezirk Sendling-Westpark rund fünf Kilometer südwestlich des Stadtzentrums. Er ist, zusammen mit dem Tunnel Heckenstallerstraße, Teil des Projekts Mittlerer Ring Südwest. Die Freigabe der Fahrspuren in Nordrichtung erfolgte am 27. Juli 2015, die Südrichtung wurde am 28. Juli 2015 eröffnet. Der Tunnel wurde wie der Luise-Kiesselbach-Platz nach der Frauenrechtlerin und Sozialpolitikerin Luise Kiesselbach benannt. Das nördlichste Tunnelportal liegt nur wenige Meter vor der Westpark-Brücke, welche den westlichen und östlichen Teil des Westparks über den mittleren Ring hinweg miteinander verbindet. Die Fahrtrichtung Nord kommt hier in 2 Röhren an die Oberfläche, dazwischen wird der oberirdische Teil der Garmischer Straße dem mittleren Ring zugeführt. Das Westportal folgt dem Verlauf des Mittleren Rings, das Ostportal dient als Zuführung zur hier beginnenden Autobahn A 96. Rund 130 Meter weiter südlich wird auch die Fahrtrichtung Süd unmittelbar vor der Kreuzung mit der Hinterbärenbad- und Preßburger Straße in den Untergrund geführt. Es folgt die Unterquerung der Krüner und Ehrwalder Straße. Hier liegt auch die Haltestelle "Westpark" der kreuzenden U-Bahn-Linie 6. Das früher sehr großzügig wirkende, durchgängige "Sperrengeschoß" der U-Bahn diente zugleich als Fußgänger-Unterführung unter der sehr verkehrsreichen Garmischer Straße. Durch den Tunnelbau entfiel diese Wegemöglichkeit, das Zugangsbauwerk wurde in zwei Teile, die beidseitig neben dem Straßentunnel liegen, geteilt, entsprechende Vorleistungen hierfür wurden schon beim U-Bahn Bau eingebracht. Ein fußläufiges Unterqueren der Garmischer Straße ist somit nur noch über den U-Bahnsteig möglich. Allerdings hat der nun verkehrsberuhigte oberirdische Teil der Garmischer Straße längst nicht mehr eine so stark teilende Wirkung wie die zuvor sechsspurige Durchgangsstraße, so dass Fußgänger die Kreuzung nun auch oberirdisch gefahrlos kreuzen können.
Nach Unterquerung der Scharnitzstraße wird ein Seitenarm der Fahrtrichtung Süd an die Oberfläche zur Kreuzung mit der Waldfriedhofstraße/Albert-Roßhaupter-Straße geführt. Südlich der Kreuzung stellt eine Rampe die Verbindung von der Oberfläche – hauptsächlich von der Murnauer Straße her kommend –  zur Fahrtrichtung Nord her. Es folgt die Anbindung an die A95: Der Mittlere Ring, und damit der Haupttunnel, schwenkt in einer langgezogenen Kurve in östliche Richtung ab, wobei im Kurvenbogen der Abstand zwischen den Richtungsfahrbahnen vergrößert wird. Ein Seitenarm zweigt in südwestliche Richtung ab Richtung A95 und kommt unmittelbar nach der Verzweigung an die Oberfläche. Von der A95 kommend führt eine steile Rampe in den Untergrund und verzweigt je einspurig in die Fahrtrichtungen Nord und Süd. Die Fahrtrichtung Nord wird dabei noch unter der Hauptröhre der Gegenfahrbahn hindurch geführt und anschließend "von links" in die Hauptröhre der FR Nord eingefädelt. Die Fahrtrichtung Süd trifft mit einer sehr kurz ausgeführten Einfädelspur kurz vor dem Ausfahrtsportal auf die Hauptfahrbahn. Direkt nach Passieren der Murnauer Straße liegen die um wenige Meter zueinander versetzten, nach Osten gerichteten Südportale des Tunnel in Tieflage in der abgesenkten Heckenstallerstraße. Die Zuführung von der Heckenstallerstraße zur A95 erfolgt ausschließlich oberirdisch, hierzu muss die Hauptfahrbahn vor Einfahrt in den Luise-Kiesselbach-Tunnel verlassen und zwei ampelgesteuerte Kreuzungen passiert werden.

## Geschichte

### Erste Planungen und Rückschlag
Seit spätestens den 1970er Jahren gab es Pläne zur unterirdischen Verlegung des Mittleren Rings im Südwesten Münchens. Bei der Errichtung des U-Bahnhofs Westpark (Eröffnung 1983) war der Bau eines Straßentunnels bereits mit eingeplant worden. Ende der 1980er Jahre war dann das Ingenieursbauwerk bereits fertig durchprojektiert. Bei den Koalitionsverhandlungen zu Rot-Grün im Münchner Stadtrat 1990 einigten sich SPD und Grüne auf Drängen des kleineren Koalitionspartners allerdings darauf, keine Tunnelprojekte für den Mittleren Ring mehr weiterzuverfolgen.

### Bürgerbegehren
1995 brachten einige CSU-Politiker durch ein Bürgerbegehren mit dem Titel „Drei Tunnel braucht der Mittlere Ring“ den ersten Münchner Bürgerentscheid auf den Weg. Am 23. Juni 1996 entschieden die Münchner Wähler mit knapper Mehrheit für einen weiteren Ausbau des Mittleren Rings und gegen den Willen der Stadtratsmehrheit aus SPD und Grünen.

### Planung
Das Planfeststellungsverfahren lief von 1999 bis 2003, der Planfeststellungsbeschluss folgte im Februar 2003. Die Regierung von Oberbayern genehmigte den Tunnel unter der Maßgabe, beim Bau erschütterungsarme Technik einzusetzen und der Einhaltung von Bauzeiten Rechnung zu tragen sowie Beweissicherungsverfahren anzuwenden. In den Bereichen, wo der Tunnel in Grundwasserschichten eintaucht, müssen die wasserwirtschaftlichen Belange berücksichtigt werden.
Ursprünglich sollte der Tunnelbau 2005 beginnen.

## Bauverlauf

### Allgemein

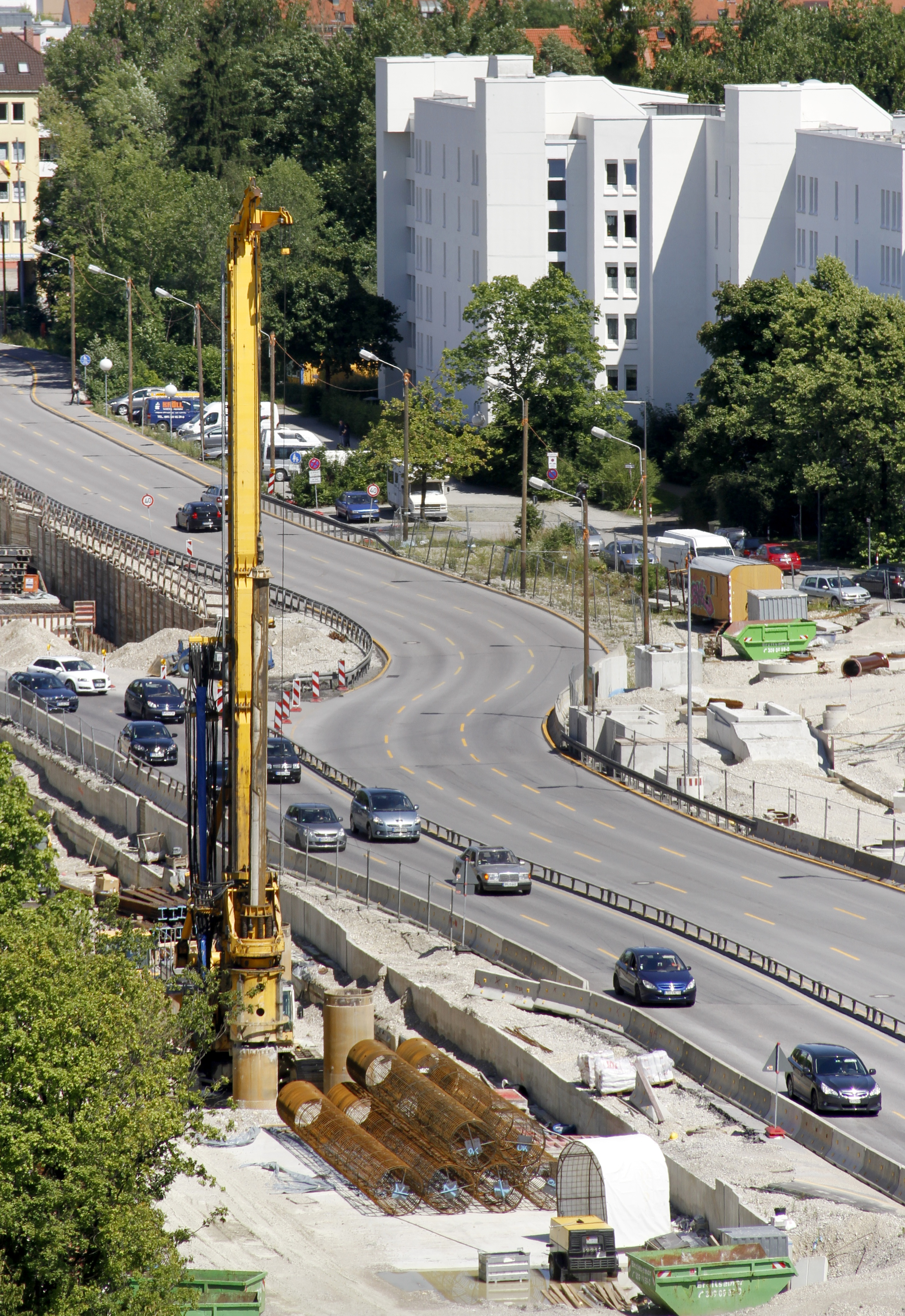
Bohrpfahlgerät 2012 auf der Heckenstallerstraße

Der Tunnel wurde in Deckelbauweise hergestellt. Dabei wurden zuerst die Tunnelwände (Bohrpfahlwände) und die Tunneldecke hergestellt. Im zweiten Schritt erfolgte der Erdaushub unter der Tunneldecke mit Herstellung des Fahrbahnbodens. Im letzten Schritt folgte der technische Endausbau.
Zur Information der Bürger stellte das Baureferat ab Mitte 2009 einen Infocontainer auf dem Platz auf.

### Tunnelvorleistungen
Das gesamte Projekt „Mittlerer Ring Südwest“ wurde in fünf Baulose aufgeteilt. Der Bereich der A 96 in der Garmischer Straße stellt das Baulos A dar. Diesem Baulos folgt von der zukünftig nördlichen Tunneleinfahrt bis zum Luise-Kiesselbach-Platz das Baulos B. Der Luise-Kiesselbach-Platz selbst ist das Baulos C.
Im Oktober 2007 begannen die Kanal- und Spartenverlegungen. Auf der Westseite der Garmischer Straße im Bereich des Westparks, der Waldfriedhofstraße und der Krüner Straße wurden die Versorgungsleitungen (Gas, Wasser und Abwasser) neu verlegt. Parallel wurden ab Ende 2007 die Pläne zur Bauausführung sowie der provisorischen Verkehrsführung erstellt. Die europaweite Ausschreibung für die einzelnen Bauleistungen begannen im Februar 2009. Ab März 2009 fällte das Baureferat die in der Garmischer Straße befindlichen Bäume.

### Baumaßnahmen
Die erste Bauphase begann im August 2009. Die pro Fahrtrichtung dreistreifigen Fahrbahnen wurden zur östlichen Seite der Garmischer Straße verschwenkt, um so Platz für das Baufeld zu bekommen. Danach wurden die westlichen Bohrpfahlwände in den Boden eingebracht.
Die zweite Bauphase begann im Herbst 2009, die dritte im Februar 2011.
In der zweiten Bauphase wurden die westlichen Bohrpfahlwände hergestellt, die Deckenbaugrube ausgehoben und die 1,2 Meter dicke Tunneldecke errichtet. Die westlichen Betriebsbauten wurden im Rohbau hergestellt. Der Verkehr verlief dabei auf den östlichen provisorischen Fahrbahnen. Zum Ende der zweiten Bauphase wurde die Deckenbaugrube wieder verfüllt.
Die dritte Bauphase begann mit der Umlegung der südlichen Richtungsfahrbahn auf die Westseite. Danach wurde die Mittelstütze mit Bohrpfahlfundament hergestellt. Im nächsten Schritt wurde der mittlere Bereich der Tunneldecke gebaut und anschließend wieder verfüllt.
Die letzte Bauphase begann mit dem Erdaushub unter den Deckenelementen. Danach folgte der Rohbau. Diese Arbeiten wurden bis Mitte 2014 termingerecht abgeschlossen. Danach folgte der technische Innenausbau von Anfang 2014 bis Mitte 2015. Die Eröffnung des Tunnels Garmischer Straße erfolgte, früher als geplant, bereits am 27. Juli 2015. Nach der Inbetriebnahme 2015 wurde bis 2018 die Oberfläche umgebaut.

## Eröffnung des Tunnels

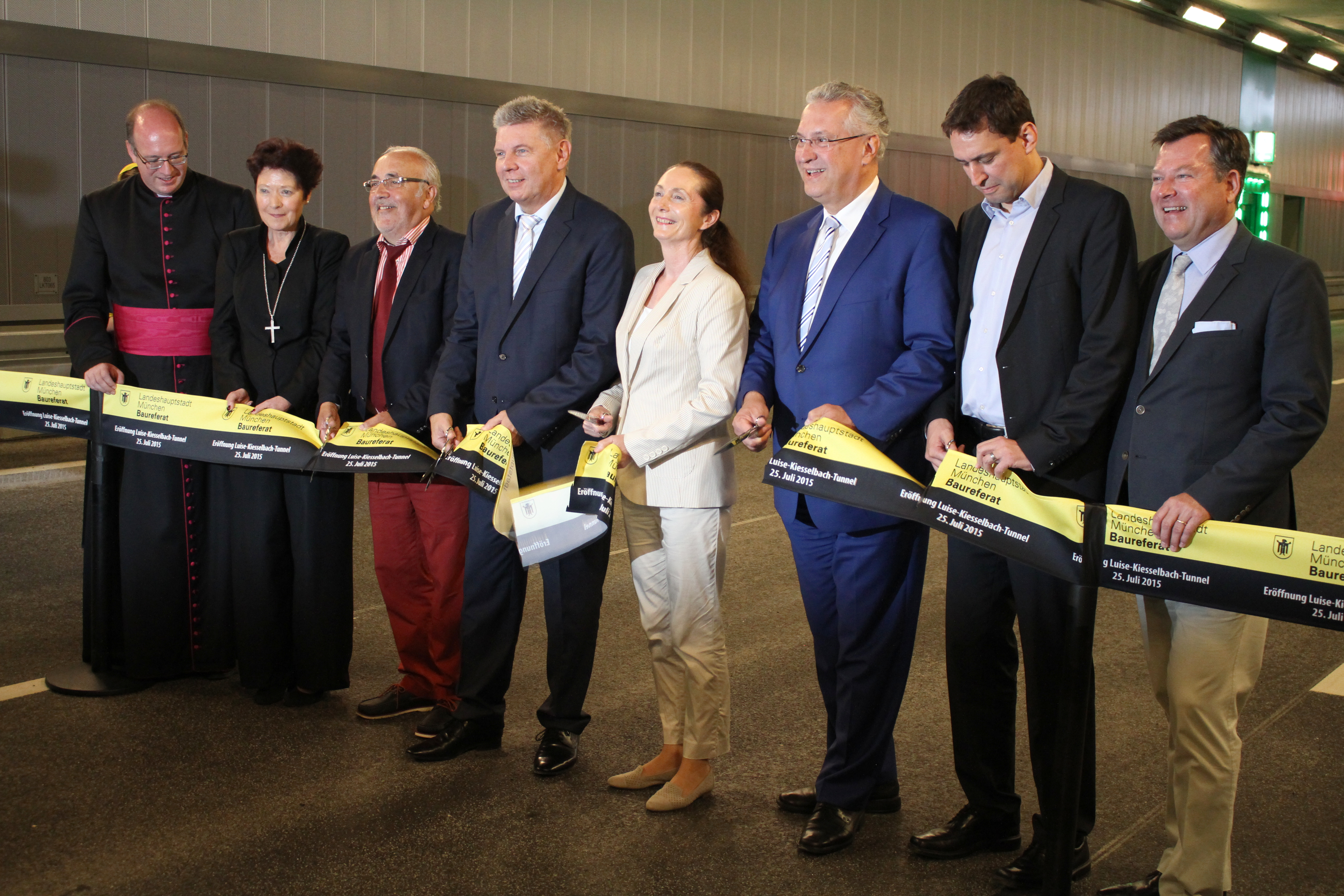
Eröffnungsfeier des Tunnels am 25. Juli 2015

Am 23. Juli 2015 nahmen rund 1.500 Teilnehmer am sechs Kilometer langen öffentlichen Tunnellauf teil. Am 25. Juli 2015 folgte die offizielle Eröffnung. Hierbei durchschnitten Oberbürgermeister Dieter Reiter, Bayerns Innenminister Joachim Herrmann und weitere Politiker symbolisch ein Band. Auf dem Luise-Kiesselbach-Platz gab es ein großes Bürgerfest mit Livemusik und für einige Stunden hatten die Münchner auch die Gelegenheit, den Tunnel zu Fuß zu erkunden. Unten waren ein Tunnelbiergarten und ein Café aufgebaut. Zahlreiche Infotafeln arbeiteten die Baugeschichte detailliert auf. Die Freigabe für den Verkehr erfolgte am 27. und 28. Juli.

## Ausbau an der Oberfläche
Die oberirdisch verlaufenden Teilstücke der Garmischer Straße wurden bis 2017 dem verminderten Verkehrsaufkommen (3.000 bis 5.000 Kfz. pro Tag) angepasst. Ende Juni 2016 wurde eine Rampe fertiggestellt, die die Anbindung des Tunnels an die Murnauer Straße verbessert.
Der breite Mittelstreifen in der Garmischer Straße wurde mit einem Schotterweg, Alleebäumen und massiven Absperrungen gegenüber der Fahrbahn zu einer Mittelpromenade aufgewertet. Die Fläche des Luise-Kiesselbach-Platzes wurde begrünt. Der Heckenstallerpark befindet sich mit einer Fläche von 2,75 ha über dem Heckenstallertunnel.

## Kosten des Projektes
Die Kosten des Bauprojektes „Mittlerer Ring Südwest“ mit Garmischer Straße, Luise-Kiesselbach-Platz, Heckenstallerstraße, Tunneln sowie diversen Zu- und Abfahrten belaufen sich auf  398,5 Millionen Euro.

## Technik im Tunnel

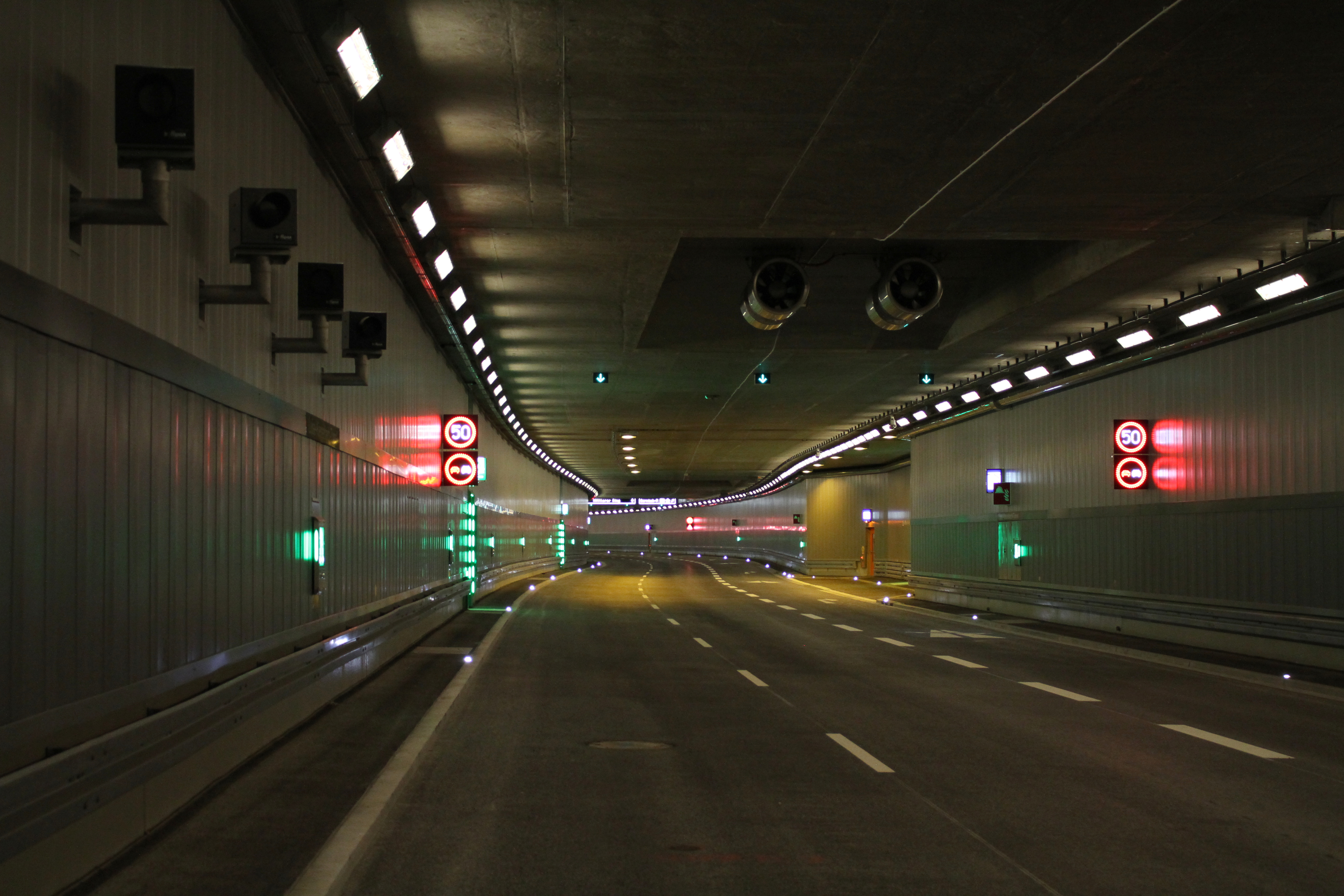
Geschwindigkeitsmessung, Ventilatoren und Nothaltebucht

Der 1530 Meter lange Tunnel verfügt über drei Betriebsbauwerke mit Pumpwerk. Elf Notausgänge führen zur Oberfläche. Die Abgase der Fahrzeuge werden jeweils in Fahrtrichtung bei den Tunnelportalen ausgeblasen. Im Tunnel sind stationäre Messgeräte zur Geschwindigkeitsüberwachung mit Fotokameras sowie Videokameras zur Überwachung des Verkehrsflusses vorhanden. Die Kameras in den Nothaltebuchten sind mit einer automatischen Bilderkennung ausgestattet, sobald ein Fahrzeug in der Bucht zum Stehen kommt, wird das Bild der betreffenden Kamera in der Verkehrsleitzentrale auf einen großen Bildschirm geschaltet.